# Peter Holmberg
Peter William Holmberg (* 4. Oktober 1960 in Saint Thomas) ist ein ehemaliger Segler der Amerikanischen Jungferninseln.
Holmberg besuchte die Saints Peter & Paul Catholic School und danach die Charlotte Amalie High School. Dort erhielt er, ergänzt durch Abendkurse am College of the Virgin Islands und durch einen General Educational Development Test, sein High School Diploma. Holmberg ging nun nach Kalifornien, wo er erst das Santa Rosa Junior College und dann das Cabrillo College im Santa Cruz County besuchte.
Im Anschluss studierte er an der Sonoma State University. Dort gehörte er dem Segelteam der Universität an. Holmberg war bereits in jungen Jahren, zusammen mit seinem älteren Bruder, durch seine Eltern mit dem Segelsport in Berührung gekommen. Nach Abschluss seines Studiums, er erhielt einen Bachelor of Science in Business Management, kehrte er nach Saint Thomas zurück.
Holmberg begann nun mit seinem Training für die Teilnahme an den Olympischen Sommerspielen 1984 in Los Angeles. Seine dortige Leistung ermutigte ihn 1988 in Seoul erneut an den Olympischen Sommerspielen teilzunehmen.
Mit seiner Silbermedaille im Finn-Dinghy bei den Olympischen Sommerspielen 1988 in Seoul gewann er als erster und einziger Sportler der Amerikanischen Jungferninseln eine Medaille bei Olympischen Spielen.

## Sportliche Erfolge

### Im Finn-Dinghy
- Olympische Sommerspiele 1988 in Seoul: 2. Platz – Silbermedaille
- Olympische Sommerspiele 1984 in Los Angeles: 11. Platz